# 5837 Hedin
5837 Hedin eller 2548 P-L är en asteroid i huvudbältet som upptäcktes den 24 september 1960 av den nederländsk-amerikanske astronomen Tom Gehrels och det nederländska astronomparet Ingrid van Houten-Groeneveld och Cornelis Johannes van Houten vid Palomarobservatoriet. Den är uppkallad efter den svenska författaren och upptäcktsresanden Sven Hedin.
Asteroiden har en diameter på ungefär 11 kilometer och den tillhör asteroidgruppen Themis.